# Guerra de Castas
Se denomina guerra de Castas al conflicto racial entre los mayas del sur y oriente de Yucatán y la población de blancos (criollos y mestizos), que se encontraba mayoritariamente establecida en la porción nor-occidental de la península de Yucatán. La guerra, que costó cerca de un cuarto de millón de vidas humanas, inició el mes de julio de 1847 y terminó oficialmente en 1901 con la ocupación de la capital maya de Chan Santa Cruz por parte de las tropas del ejército federal mexicano.
En los primeros años de la guerra, se planteó la división de Yucatán en dos países distintos[cita requerida]: Uno de blancos y otro de mayas insurrectos, medida en la que tuvo gran interés en el Reino Unido, al grado de que se comprometió a negociar con los rebeldes el abandono de las armas y su inserción al trabajo. Obviamente, como dijo en esos momentos Le Trait d'Union[cita requerida], los británicos se entrometieron no por cuestiones de humanidad, sino por los negocios que sostenían con los mayas y su anhelo de apoderarse de dichas tierras en conflicto. Los británicos proporcionaron armas y recursos a los mayas a cambio de madera de palo de tinte. A fines de mayo de 1848 los rebeldes ocupaban las cuatro quintas partes de la península, con excepción de Mérida, Campeche, algunos pueblos de sus cercanías y los situados en el camino real que unía ambas ciudades. La situación era tan angustiosa que el gobernador se preparaba para huir a Campeche y el obispo a La Habana. Alrededor de 80 000 refugiados de todo Yucatán se apiñaban en Mérida, lo que unido a la escasez de recursos ocasionó una epidemia que diezmó a la población.
Aunque sin éxito, los criollos yucatecos habían solicitado en mayo de 1848 la ayuda del comodoro estadounidense Matthew C. Perry, poco después algunos soldados del 13.º regimiento de infantería del ejército estadounidense aceptaron la oferta del gobierno yucateco para luchar como mercenarios contra los mayas rebeldes, a cambio de ocho dólares mensuales y de 320 acres de tierra que recibirían una vez que se pacificara la península. En septiembre de 1848 arribaron 938 soldados a Tekax. En abril del año siguiente se les acusó de que se conducían como conquistadores y no como auxiliares, y de que su indisciplina y depredaciones los hacían casi tan temibles como los mismos rebeldes mayas (esta expedición mercenaria fue independiente y no obtuvo ningún apoyo de su propio gobierno, a pesar de que los yucatecos arriesgaron su soberanía a cambio de apoyo militar).

## Historia

### Contexto
Los indígenas mayas en lo general habían sido sometidos religiosa, cultural y físicamente durante los 300 años que siguieron a la conquista. Existía un férreo control social en la península yucateca de todos los grupos sociales que no fueran españoles o criollos. Había algunas zonas de Yucatán, como en la región de Valladolid, donde el control social se expresaba con mayor severidad.
Es claro que la población criolla era la que más favorecía dicha estructura. La estructura que pudiera haberse llamado de castas (peninsulares, criollos, indígenas, mestizos, negros, y sus diversas combinaciones), persistió, y lo cierto es que en ese esquema los indígenas mayas ocuparon siempre un lugar inferior a peninsulares y criollos en la escala social.
Las formas de control social por parte de la clase dominante, que habrían de refinarse en el resto de México durante el siglo XIX, se mantuvieron en Yucatán sin ningún problema durante este período. Aunque la esclavitud se había prohibido desde la proclama de Hidalgo en 1810 (se oficializó su prohibición por decreto presidencial de Vicente Guerrero en 1829), los hacendados en Yucatán persistieron en formas de mantener el control y la esclavitud de sus "acasillados", todos indígenas mayas, que venían de un régimen de sumisión desde las encomiendas.
Los indígenas eran sometidos, entre otras formas, por la vía del adeudo. Un indígena nacía y moría en el mismo lugar; en la hacienda donde trabajaba desarrollando arduas tareas, se le asignaba un pago bajo al arbitrio del hacendado. Este pago se realizaba a través de la tienda de raya[cita requerida], propiedad del propio hacendado, donde era obligado a adquirir, a precios también arbitrarios, los elementos básicos para su subsistencia. Así se le sometía en forma tal que quedaba sujeto para siempre, toda vez que el endeudamiento llegaba a ser tan grande que no solo era incapaz de pagarlo sino que le era exigible en el momento de querer abandonar la hacienda.
Con ello, si se separaban subrepticiamente de su trabajo quedaban en condición de fugitivos perseguibles por la autoridad.[cita requerida] Las cuentas por otro lado, eran hereditarias [cita requerida], de manera que los hijos debían pagar lo que el padre no hubiera podido cubrirle al patrón, perpetuándose la dependencia de la familia y llegándose al extremo de que, para saldar una deuda, al hacendado le era permitido comerciar con sus trabajadores vendiéndolos en el mercado de esclavos de Cuba.
Así, familias enteras eran trasladadas en cadenas humanas, desde la península a la isla caribeña. En esas condiciones vivían y sufrían muchos indígenas mayas de Yucatán de mediados del siglo XIX.

### Diferencias de clases sociales en la península
Al terminar la guerra de la independencia en 1821, en lo que fue la Capitanía General de Yucatán no se dieron las expulsiones de españoles que si ocurrieron en otros lados, al menos no fueron masivas y permaneció en la península buena parte de la población de origen español. Por otro lado, aunque la población criolla no siempre simpatizaba con los estrictamente españoles, tampoco era solidaria con el resto de los habitantes peninsulares, los mestizos y los indígenas.
Por otro lado, en las diversas zonas de Yucatán no se mantenía el mismo nivel de control por parte del gobierno ni de los hacendados. Este control era más fuerte hacia el norte y el este de la península, especialmente en la región de Valladolid y menor en la Ciudad de Campeche. La concentración de población indígena en el oriente era muy superior a la de la región correspondiente al eje Campeche-Mérida –el denominado Camino real– porque en esa zona vivía la mayoría de los criollos. Los mayas estaban en una proporción de tres a uno en la península, pero en el oriente esa relación era de cinco a uno. De aquí que el control sobre la población indígena y la severidad del mismo tuviera que ser más acentuado en la región oriental de la península.
Hay que apuntar también que, en este control, la iglesia católica había jugado un papel preponderante a lo largo de los tres siglos del coloniaje; tanto a través de los procesos forzosos de la evangelización como mediante su alianza con el poder militar y administrativo de los españoles.

### Otros elementos contributivos
Se debe recordar que en 1847 Yucatán era una república en ciernes, separada de México, país con el que incluso había sostenido un conflicto bélico del que había salido relativamente victorioso al expulsar de su territorio a las tropas representativas del México centralista. En este proceso bélico, Yucatán había utilizado el apoyo de un fuerte contingente de indígenas mayas que se habían solidarizado con el gobierno de Yucatán, a la sazón encabezado por Santiago Méndez que había sucedido a Miguel Barbachano en el gobierno. Los indígenas participantes en el conflicto habían sido armados en ese proceso y habían decidido no devolver sus armas cuando estas les fueron solicitadas una vez concluido el episodio.
Fue entonces cuando estalló la guerra llamada de intervención norteamericana. México, inmerso en el caos político y administrativo, peleaba por defender su territorio del norte en contra del expansionismo de sus vecinos.
Pero en Yucatán las cosas tampoco marchaban bien. Existían conflictos latentes y patentes entre diversas facciones políticas. La lucha por el poder entre el grupo representativo de los intereses campechanos encabezado por Santiago Méndez y la facción representativa de los intereses meridanos, dominada por Miguel Barbachano, había llegado a un punto álgido, que la emergente guerra de castas iba a recrudecer aunque, por momentos, las dos facciones parecieron avenirse mediante acuerdos explícitos e implícitos orientados a unificar la lucha contra el enemigo común: los mayas rebeldes.
Otro elemento estuvo presente durante esa época en la península de Yucatán. La presencia de los británicos en la región en donde el imperio británico había ocupado los territorios que hoy son de Belice, en la porción peninsular sur-oriental. Desde ahí, este otro factor imperial aprovechaba la coyuntura para medrar e influir en el conflicto, alentando a los mayas sublevados a independizarse del gobierno de Yucatán y vendiéndoles armas a lo largo del conflicto.

### Antecedentes de la guerra
La inconformidad del pueblo maya era pues patente desde antes de la independencia de México. Las condiciones de vasallaje en que se encontraban los indígenas mayas que habían sido conquistados en el siglo XVI y su enorme superioridad numérica en la península de Yucatán mantenían a la región en un estado permanente de tensión social.
Se había manifestado ya, en el siglo XVIII, con la rebelión de Jacinto Canek y su dramático aniquilamiento, en 1761, pero aquel brote no fue sino una manifestación menor en comparación de la amplitud que habría de adquirir el levantamiento poco menos de un siglo después, ya en época del México independiente.
La Guerra de Castas surgió en Yucatán debido, en parte, a las precarias condiciones de vida de los indígenas mayas en la península. Solo los criollos y algunos mestizos eran yucatecos con plenos derechos y, en general, ellos solían ocupar la parte superior de la escala social y económica, por lo que los mayas, pertenecientes a la clase depauperada, no se sentían parte de ellos, eran simplemente mayas, foráneos en su propio territorio, en la tierra de sus antepasados.
Ante esa situación de pobreza y desigualdad social, los indígenas mayas se sublevaron. En julio de 1847, siendo gobernador de Yucatán Santiago Méndez, su administración se percató de una enorme concentración de indígenas armados y con reservas de alimentos, en la hacienda Culumpich, propiedad de Jacinto Pat, batab (caudillo) maya, a 40 km de Valladolid.
Tras ese descubrimiento, con la intención de sofocar cualquier revuelta, Manuel Antonio Ay, líder maya principal en Chichimilá, fue aprehendido bajo el pretexto de habérsele encontrado una carta en la que se planeaba la insurrección, juzgado sumariamente y ahorcado en la plaza de Santa Ana en Valladolid.
Posteriormente, en busca de los otros caudillos, la población de Tepich fue incendiada y sus habitantes duramente reprimidos.
En respuesta a ello, el 30 de julio de 1847, Cecilio Chi atacó Tepich en el oriente y ordenó la muerte de todos los pobladores blancos. Jacinto Pat se incorporó desde el sur con sus huestes. Había estallado la guerra que duró 54 años y no concluyó oficialmente sino hasta 1901, aun cuando los problemas de fondo que la originaron continuarían siendo motivo de inquietud social hasta bien entrado el siglo XX. Un año después, en 1848 la guerra de castas había cundido por toda la península y parecía por momentos que los indígenas lograrían exterminar a la población blanca.
Al ganar fuerza la rebelión y al paso del tiempo los mayas lograron tomar una gran parte de la península. El ya gobernador Miguel Barbachano y Tarrazo se vio obligado a solicitar apoyo militar al gobierno de México que a la sazón se encontraba sufriendo las consecuencias de la intervención norteamericana, conflicto en el cual Yucatán había decidido (por un acuerdo entre Santiago Méndez Ibarra y Miguel Barbachano, líderes políticos que estuvieron en pugna la mayor parte del tiempo) permanecer neutral. Debe recordarse que en aquellos años Yucatán se encontraba separado de México, por lo que el gobierno del país condicionó su apoyo a la reincorporación de Yucatán a la nación mexicana.

### Inicio de la guerra
Aprovechando la experiencia bélica y las armas que habían acopiado en las continuas batallas que el estado de Yucatán sostuvo con el ejército del gobierno centralista de México, que Antonio López de Santa Anna había enviado para forzar la reunificación de la península a México, guerra en la que los mayas habían sido pieza fundamental para la defensa de la península de Yucatán, planearon el movimiento rebelde tres líderes indígenas: Manuel Antonio Ay, cacique de Chichimilá; Cecilio Chi cacique de Tepich, y Jacinto Pat hacendado y cacique de Tihosuco.
Primeramente estos se dedicaron a hacer proselitismo entre los naturales de los demás pueblos. Descubierto en sus maniobras, Manuel Antonio Ay fue aprehendido, procesado, condenado a muerte y ejecutado en la plaza de Santa Ana de la ciudad de Valladolid, el 26 de julio de 1847.
En vista de tales acontecimientos, los otros jefes de la rebelión anticiparon su estallido. Cecilio Chi tomó Tepich, donde dio muerte a todos los vecinos de raza blanca, salvándose solamente uno, que fue a Tihosuco a dar cuenta del hecho. La guerra había comenzado.

### Fragor bélico

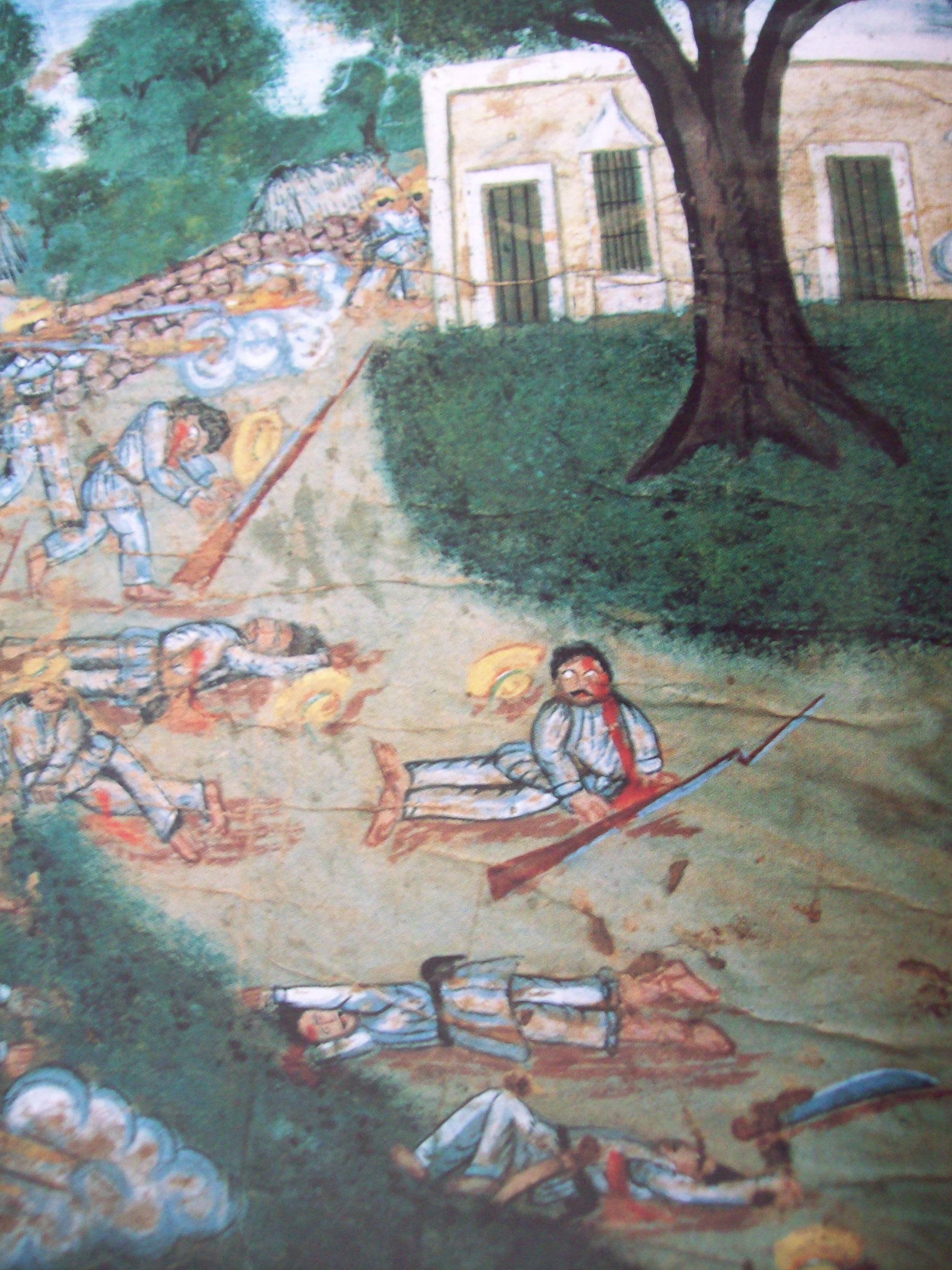
Una escena de la Guerra de Castas. Óleo sobre lienzo, anónimo, pintado hacia 1850.

El gobierno actuó rápidamente contra los indígenas, sin discriminación alguna: aprehendió y sacrificó a los caciques de Motul, Nolo, Euán, Yaxcucul, Chicxulub, Acanceh y otros sitios, pero las poblaciones del sur y el oriente fueron cayendo en poder de los rebeldes, que dieron muerte a los habitantes e incendiaron los caseríos.
El 21 de febrero de 1848, una vez que habían tomado Peto, Valladolid, Izamal y otros 200 pueblos, los indígenas, al mando de José Venancio Pec, asaltaron Bacalar, dando muerte a la mayoría de sus habitantes. Solo pudieron salvarse quienes en la oscuridad huyeron hacia la Honduras Británica, instalándose en la población de Corozal y en sus vecindades, donde aun permanecen un gran núcleo de descendientes de mexicanos.
Santiago Méndez, que en ese momento gobernaba Yucatán, fue un político peninsular que ejercía influencia particularmente en Campeche encabezó al grupo que estaba en franco antagonismo con el que encabezaba Miguel Barbachano. Este que controlaba a los grupos políticos de Mérida, se había auto-exiliado en Cuba renunciando a la gubernatura que más adelante retomaría.
Santiago Méndez, utilizando como negociador a Justo Sierra O'Reilly, arriesgó la soberanía yucateca a cambio de apoyo militar, primero ante los Estados Unidos, luego con España contactando con la posesión española de Cuba, y finalmente con la Colonia de Jamaica, del Reino Unido, pero nadie atendió sus pretensiones. El gobierno de Méndez no pudo controlar la situación y una comisión en Washington hizo un ofrecimiento formal para que Yucatán fuera anexado a Estados Unidos. Al presidente James Knox Polk le agradó la idea y pasó la Yucatan Bill al Congreso estadounidense, pero fue rechazada por este. Intentó también negociar con una facción de los sublevados, la capitaneada por Cecilio Chi, pero sus emisarios fueron muertos por los rebeldes en Tinum. Agotadas sus opciones, todavía nombró a Miguel Barbachano Comisionado para la paz, tratando de usar su influencia. Pero todo fue inútil. Méndez tuvo que renunciar para dar paso nuevamente a Barbachano.
El levantamiento era tan grande que la población no-indígena de Yucatán corría el riesgo de desaparecer. Fue entonces cuando el jefe rebelde, Jacinto Pat, acuartelado en Tzucacab puso condiciones para terminar con la guerra: 
- Que se le reconociera como Jefe Supremo de todos los indígenas de la península.
- Que los mayas pudiesen hacer sus siembras de maíz en las tierras baldías, sin pago alguno, y
- Que fuera abolida toda contribución personal de los indígenas.

### Negociaciones fallidas
El 19 de abril de 1848, cuando solo le quedaban al gobierno yucateco, algunas poblaciones de la costa y el camino real a Campeche, representantes del ya otra vez gobernador Miguel Barbachano y del cacique Jacinto Pat, firmaron los tratados de Tzucacab, según los cuales quedó abolida la contribución personal, reduciendo a 3 reales el derecho de bautismo y a 10 el de casamiento; autorizados los nativos mayas a continuar su práctica de roza, tumba y quema de los montes para sus sementeras, a no pagar arrendamiento por sus tierras; dispensados los acreedores de sus deudas y reintegrados todos los fusiles que se les habían requisado.
Los artículos 5 y 6 del convenio reconocían que Barbachano y Pat serían gobernadores vitalicios, el primero de los criollos y mestizos, y el otro de los cacicazgos indígenas.
Cecilio Chi, sin embargo, que ejercía la jefatura de los mayas del oriente, pugnaba por el exterminio total de los blancos y rechazó el convenio.

### Continuación de la guerra
La guerra continuó y los rebeldes quedaron dueños de una parte de la península, la oriental. Pero sucedió que empezadas las lluvias de ese año, en los meses de julio y agosto, los ejércitos mayas dejaron de ejercer presión bélica sobre muchas de las ciudades ocupadas o acosadas. Los mayas regresaban a sembrar sus milpas abandonando la lucha. Las costumbres y los ritos tradicionales, sumados a la necesidad de alimentarse, podían más que su sed de venganza.
Por otro lado el gobierno de México entregó por ese entonces 100 mil pesos al gobierno yucateco y apoyo militar y logístico para ayudar a combatir a los rebeldes. Eso determinó la reincorporación de Yucatán a la nación mexicana el 17 de agosto de 1848.
El gobierno yucateco, con renovados bríos y desde luego con el auxilio de tropas de la república mexicana, logró recuperar parte del territorio perdido: las ciudades de Izamal, Tunkás, Ticul, Tekax, Sotuta, Cantamayec y Yaxcabá; así como Tihosuco, Calotmul y Valladolid.
La muerte de Marcelo Pat, hijo de Jacinto, también favoreció el debilitamiento de las acciones de los mayas.
El 24 de enero de 1850 hubo otro intento de negociar la paz: Florentino Chan y José Venancio Pec, en carta que enviaron desde Chan Santa Cruz, pidieron que los mayas retuvieran sus armas, que se les dejaran sus tierras y que al volver a sus pueblos nombraran sus propias autoridades para gobernarse y hacer justicia.
El gobierno no aceptó estas condiciones y la guerra continuó con violencia. El 4 de mayo de 1849, fuerzas al mando del Coronel José Dolores Cetina, del teniente coronel Isidro González y del mayor Ángel Remigio Rosado habían ocupado Bacalar; pero dos semanas después, un contingente maya encabezado por Jacinto e Isaac Pat, José María Tzuac y Cosme Damián Pech, les puso sitio y las hostigó hasta derrotarlas. La población blanca emigró nuevamente a Corozal.
Después surgieron los cruzoob que continuaron la guerra a lo largo de las últimas décadas del siglo XIX encauzándola desde la región sur-oriental de Yucatán y aprovechando el suministro de armas que lograban de los británicos que ocupaban el sureste de la península, en la región de Belice. También se ha señalado que el gobierno de Honduras apoyó a los mayas. Estos cruzoob crearon una verdadera nación maya, con ejército y gobierno propio, que mantuvo el estado beligerante en Yucatán hasta que el tratado Spencer-Mariscal de 1893, entre México y Reino Unido, al propiciar la reducción en el tráfico de armamento, hizo declinar las hostilidades que, sin embargo, no terminaron sino hasta mayo de 1901 cuando la tropa federal mexicana tomó definitivamente Chan Santa Cruz, Bacalar y Chetumal.

### Muerte de los caudillos

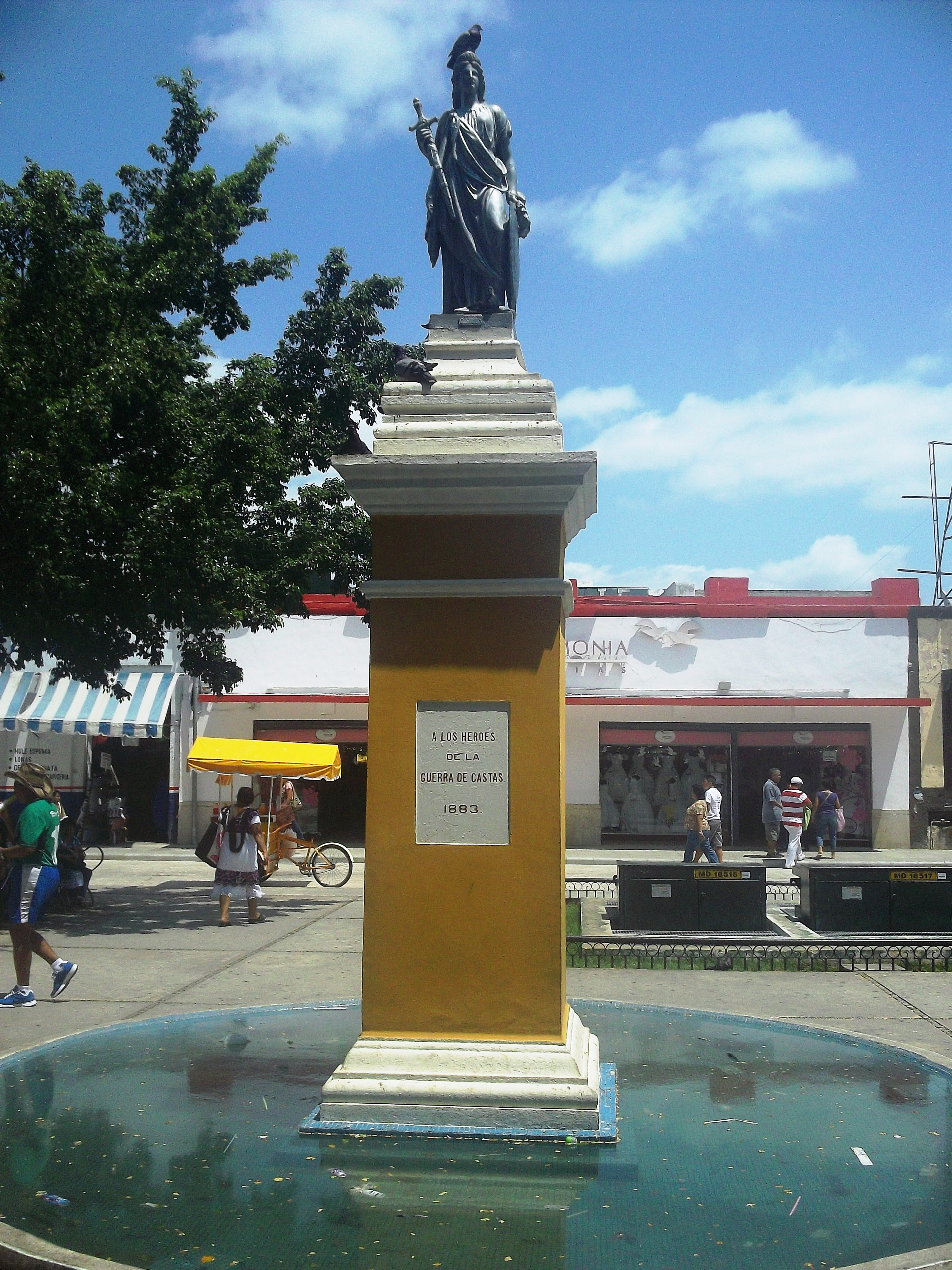
Monumento a los héroes de la Guerra de Castas.

Jacinto Pat moriría asesinado a manos de José Venancio Pec, acusado de traicionar al movimiento de emancipación maya. Cecilio Chi fue también asesinado, por su secretario. Mucho más tarde, los líderes del grupo rebelde se retiraron a la selva oriental, fundaron Chan Santa Cruz que habría de ser el último reducto maya. Ellos también cayeron uno a uno, en su mayoría por rencillas e intrigas entre los propios mayas. Fue el caso de José Venancio Pec y de Román Pec. Otros más fueron indultados, de acuerdo con una ley expedida en 1849. La guerra, sin embargo, aunque disminuida en intensidad y más localizada en los territorios rebeldes del oriente peninsular, continuó por décadas, muchas veces con características de guerrilla sorda pero latente y patente.

### Final de la guerra
La ciudad de Bacalar permaneció en poder de los mayas hasta mayo de 1901, en que fue recuperada por tropas del gobierno federal al mando del vicealmirante Ángel Ortiz Monasterio, mientras el general Ignacio A. Bravo había ocupado poco antes Chan Santa Cruz, actualmente Felipe Carrillo Puerto. En ambos casos los soldados no dispararon un solo tiro, porque los indígenas huyeron para internarse en las selvas, donde formaron nuevas aldeas, a menudo cambiadas de lugar, siguiendo la tradición maya de la milpa basada en la roza, tumba y quema de la selva yucateca para realizar sus siembras.

### Petición de perdón
En 2021 los gobiernos de México y Guatemala pidieron perdón al pueblo maya por la represión y la guerra de exterminio desarrollada por ambos estados en los casi 50 años que duró la guerra.

## Posturas sobre el conflicto
Hay quienes ponen en tela de juicio el apelativo con que se ha designado este conflicto bélico, acaecido en la península de Yucatán en la segunda mitad del siglo XIX. El vocablo «casta» que deriva del latín castus y quiere decir «puro», se aplicó principalmente por los vencedores circunstanciales de esta guerra y por algunos de los intelectuales que la reseñaron después. Pero la realidad, sostienen quienes critican la denominación, es que en Yucatán no había castas propiamente dichas, y mucho menos la rebelión había sido encauzada por una casta en particular. Se sublevaron y condujeron la cruenta lucha los integrantes de un sector (muy numeroso) de los indígenas mayas, aquellos que no habían sido mediatizados y subyugados intelectualmente, y que en su gran mayoría vivían en el oriente. Se rebelaron además, no solo contra los criollos, sino también contra los mestizos, los mulatos y aun los indígenas mayas asimilados que vivían en territorio enemigo, los occidentales de la península. En todo caso, se afirma, esta lucha fue más propiamente —pero no del todo— interétnica. Esto, sin embargo, también queda parcialmente desvirtuado por el hecho histórico de que en varios episodios de la lucha armada, lucharon o se separaron violentamente, indígenas contra indígenas. Unos eran los buenos para los blancos, otros eran los malos. No todos los mayas estaban interesados en sublevarse, los mayas de la región sur permanecieron neutrales casi todo el conflicto, siendo atacados por los cruzoob en ocasiones y los de la región norte lucharon directamente en contra de los insurrectos.

## Galería

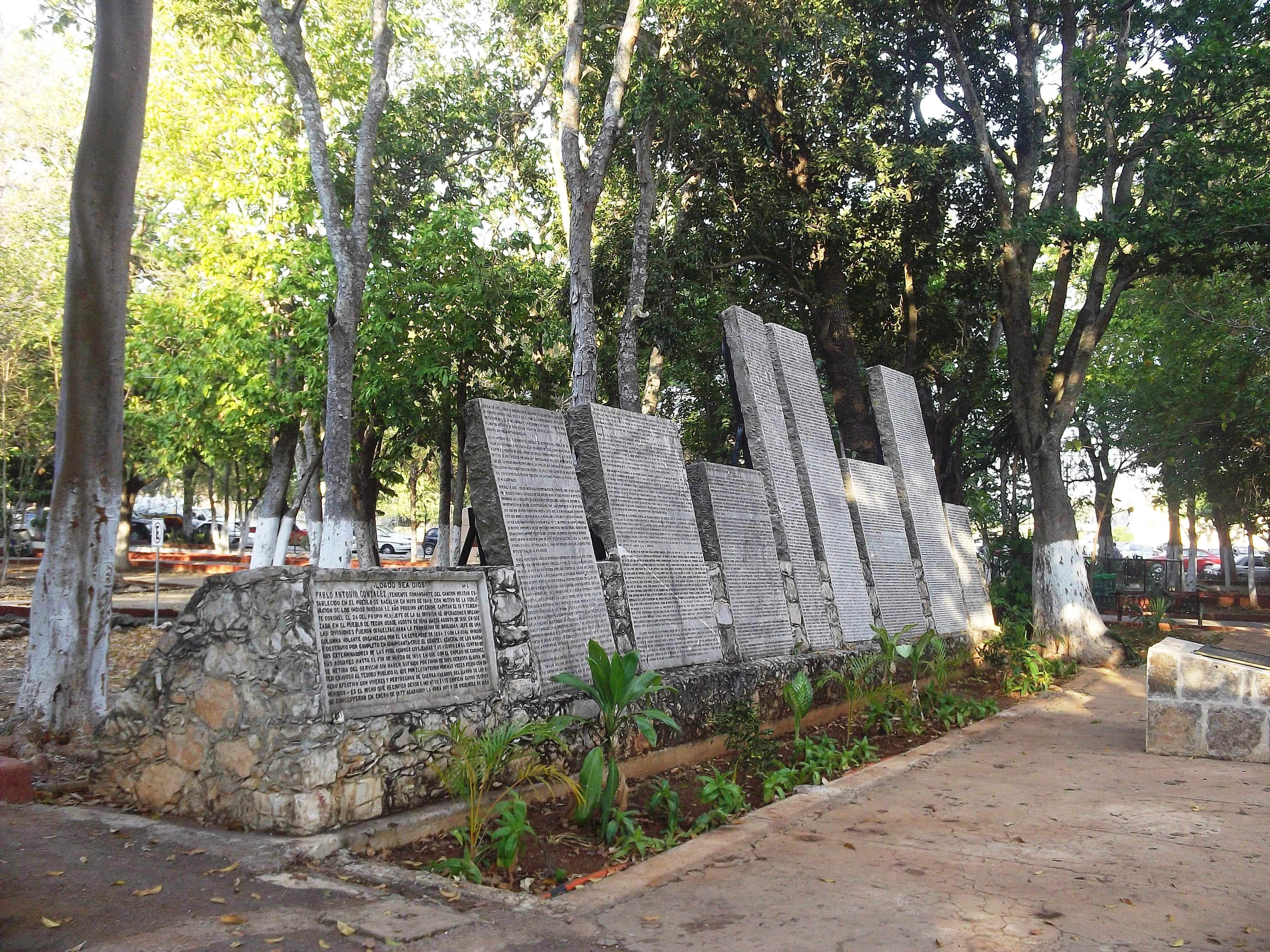
Piedras labradas en exhibición.
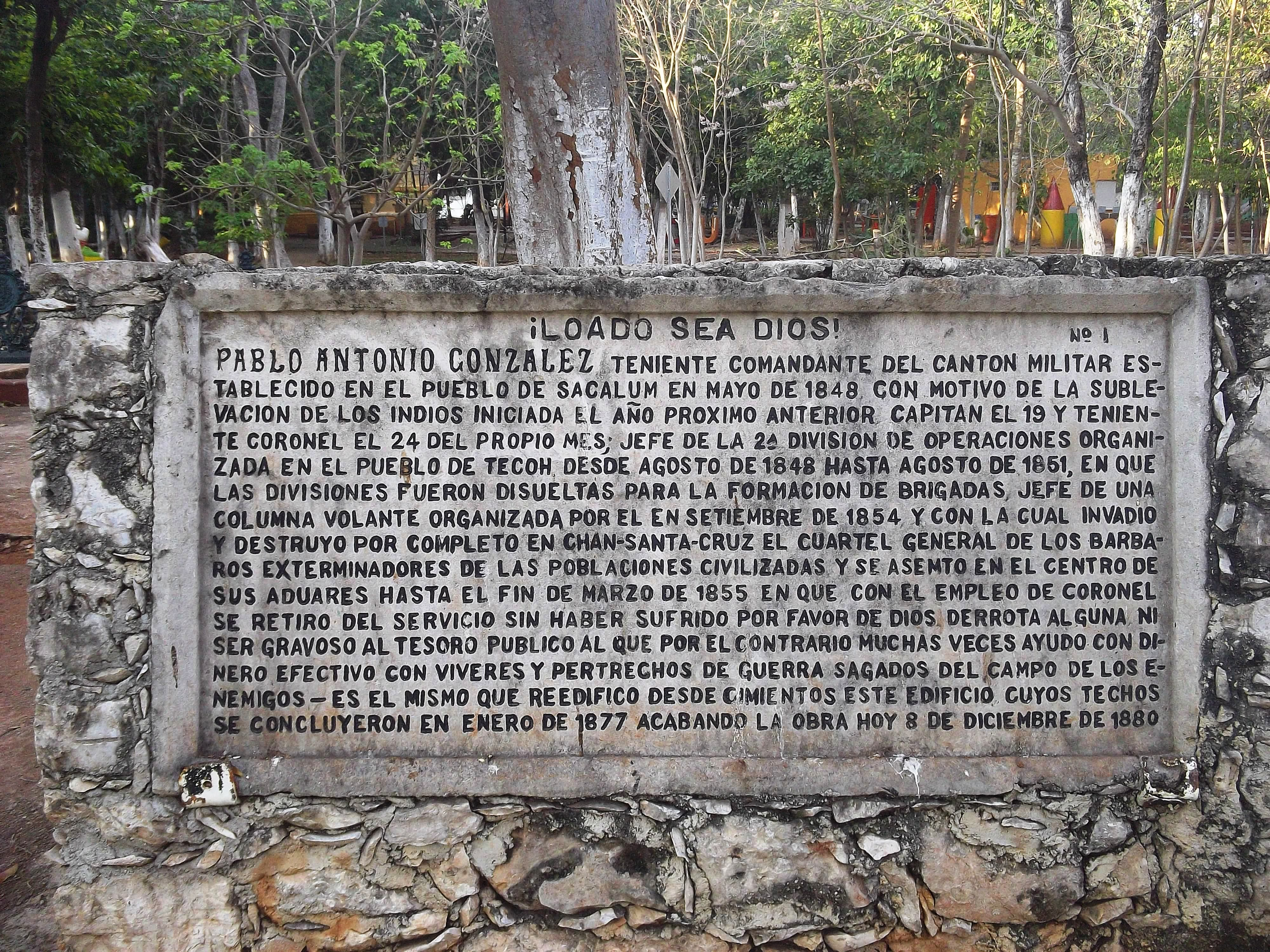
Detalle de piedra labrada en exhibición.
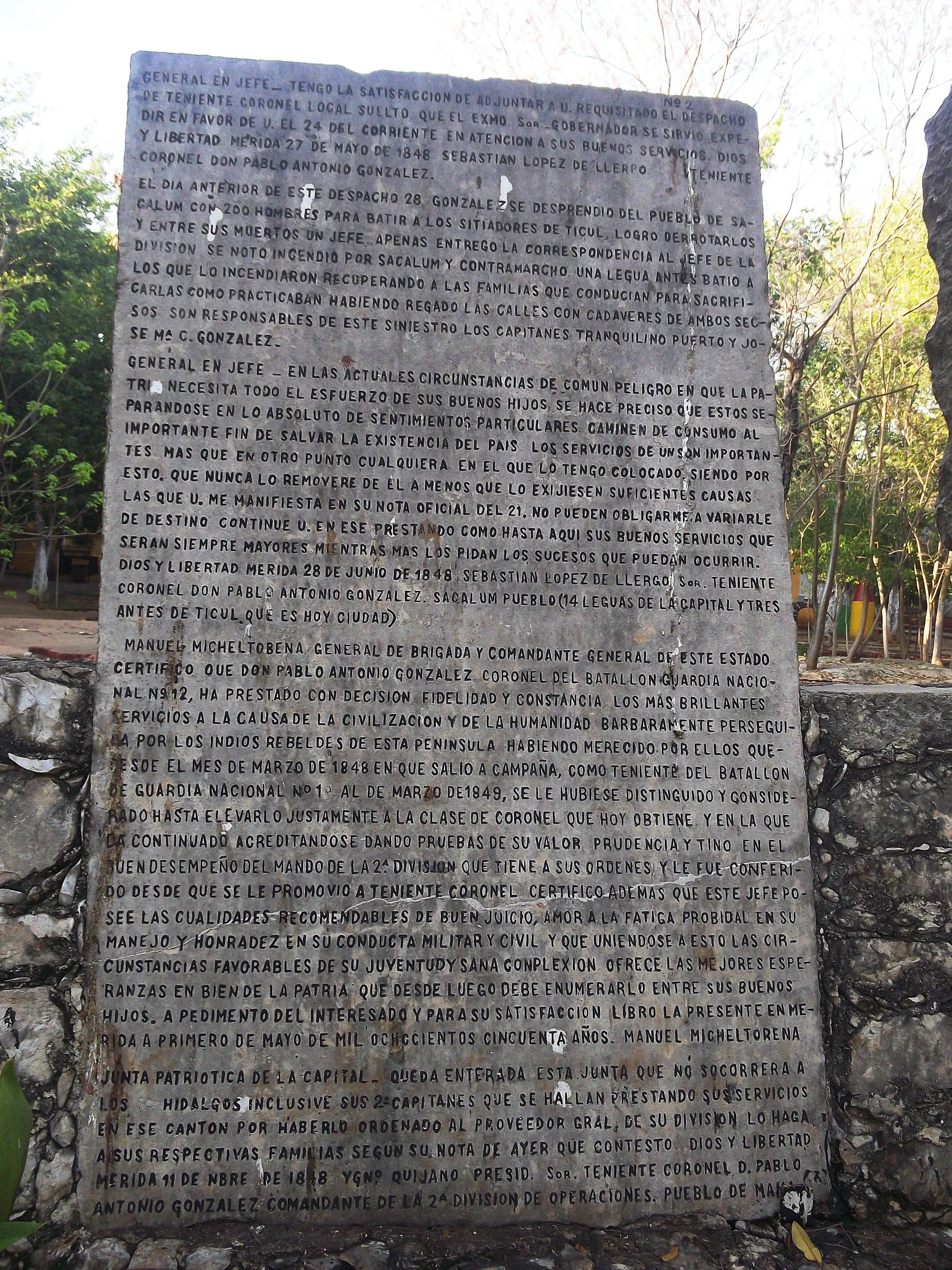
Detalle de piedra labrada en exhibición.
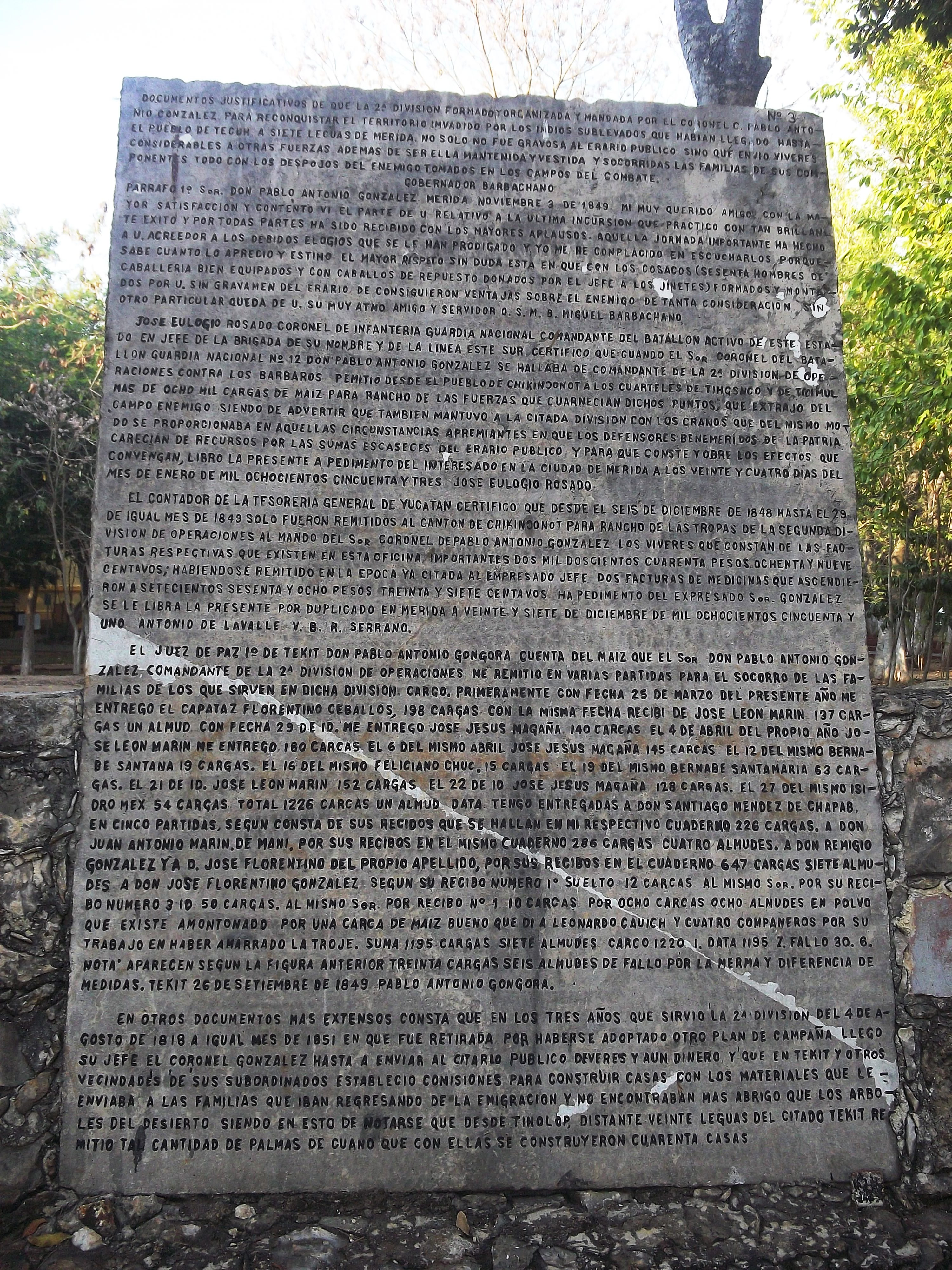
Detalle de piedra labrada en exhibición.
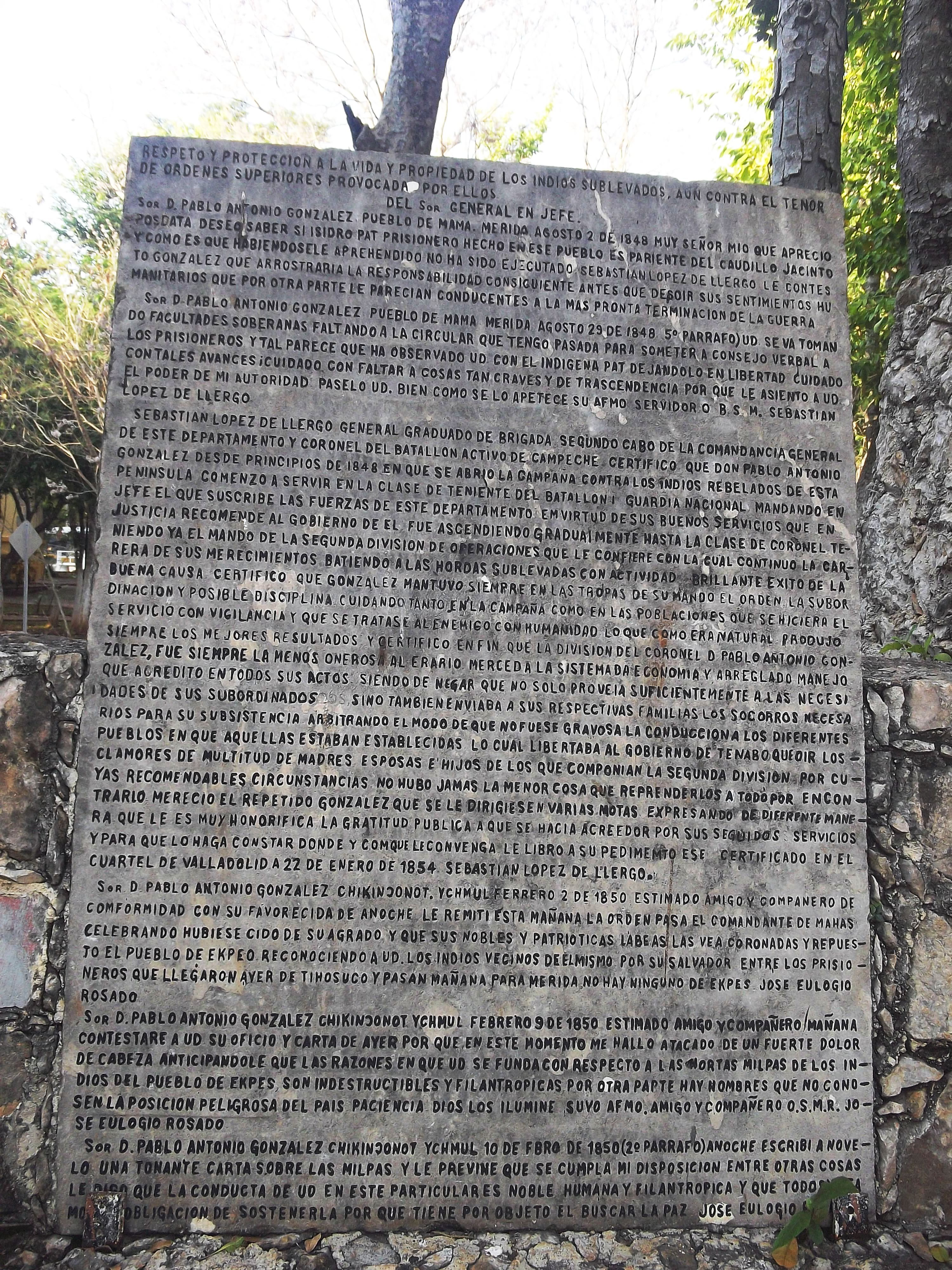
Detalle de piedra labrada en exhibición.
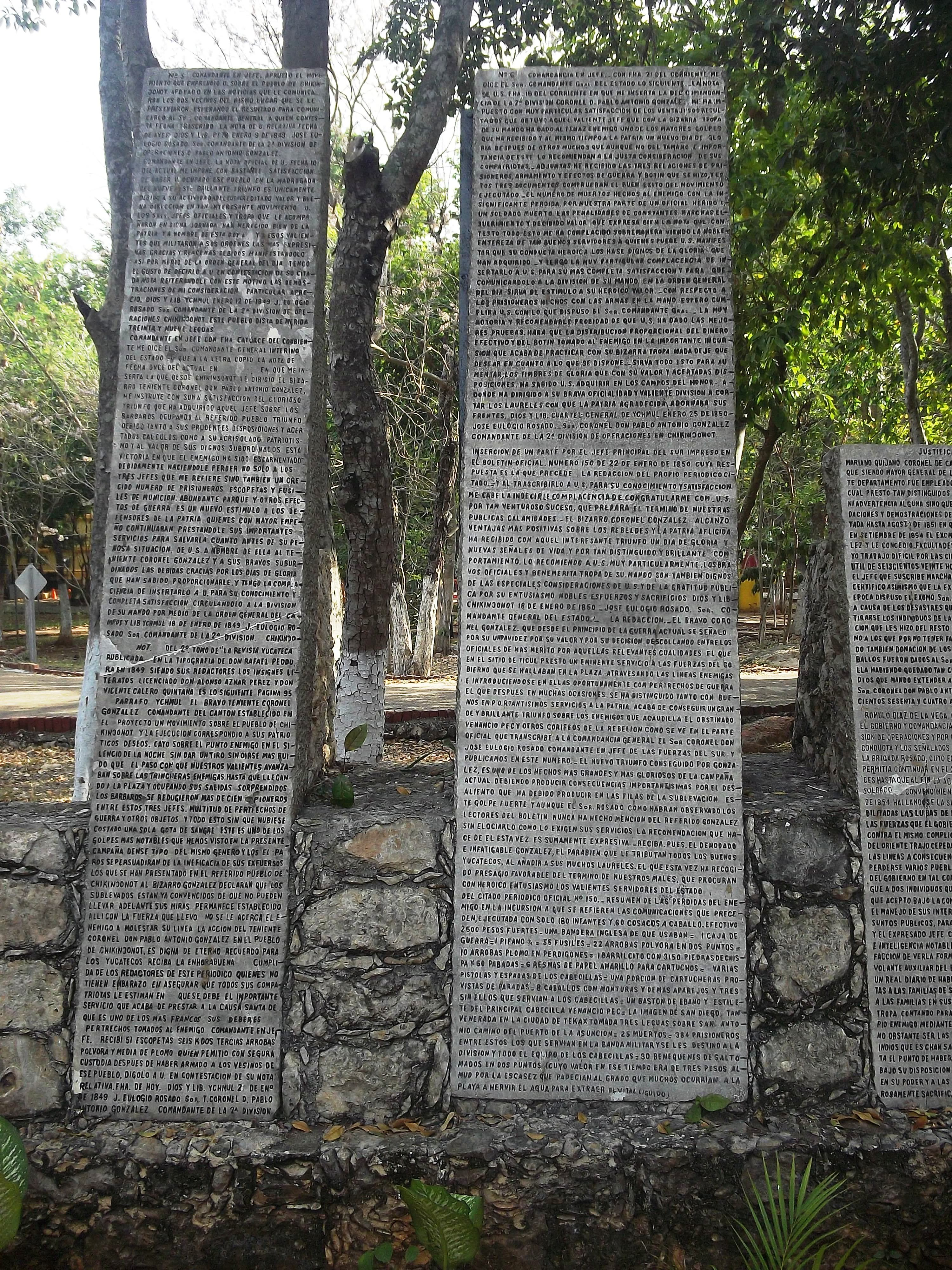
Detalles de piedras labradas en exhibición.
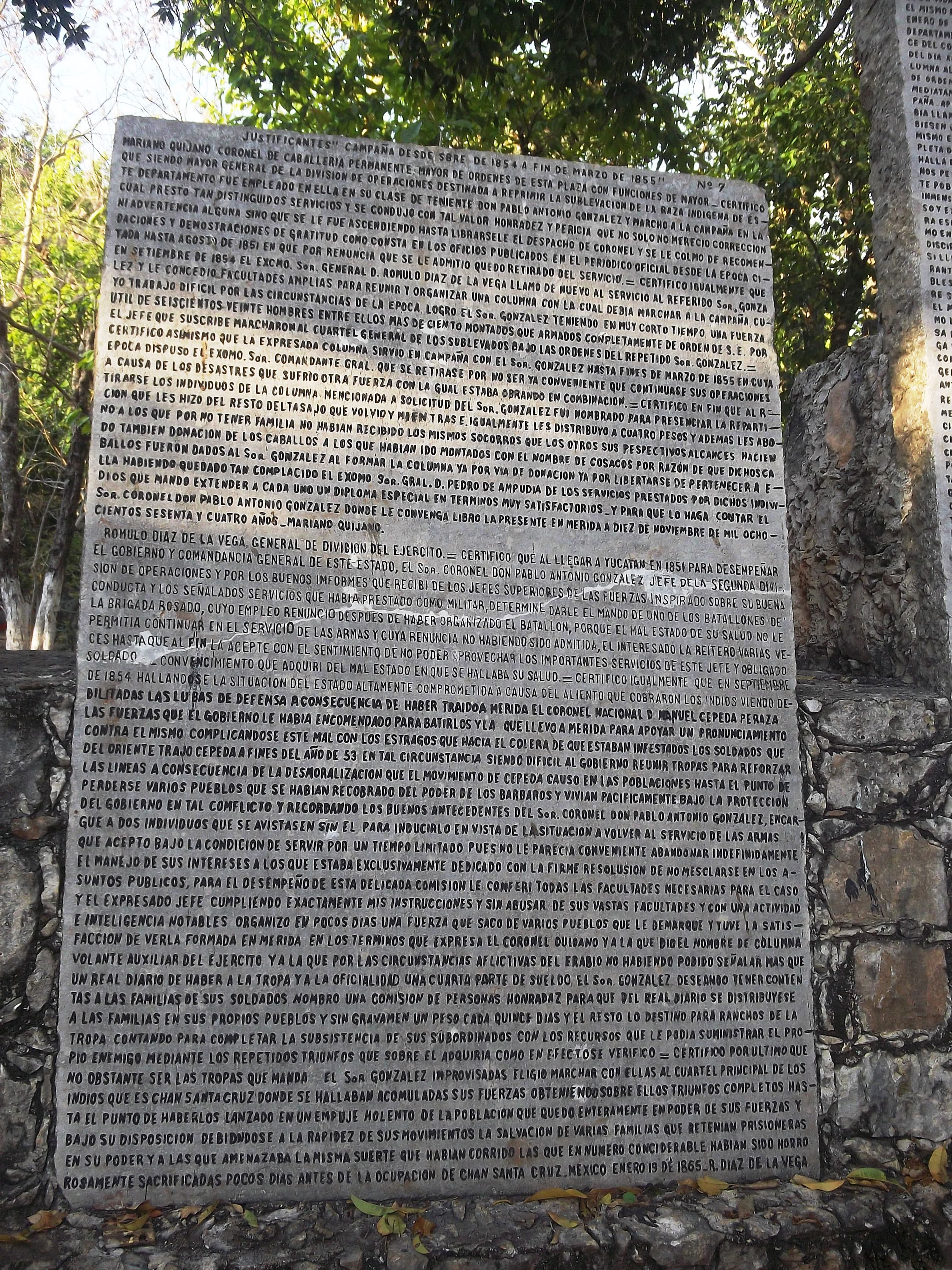
Detalle de piedra labrada en exhibición.
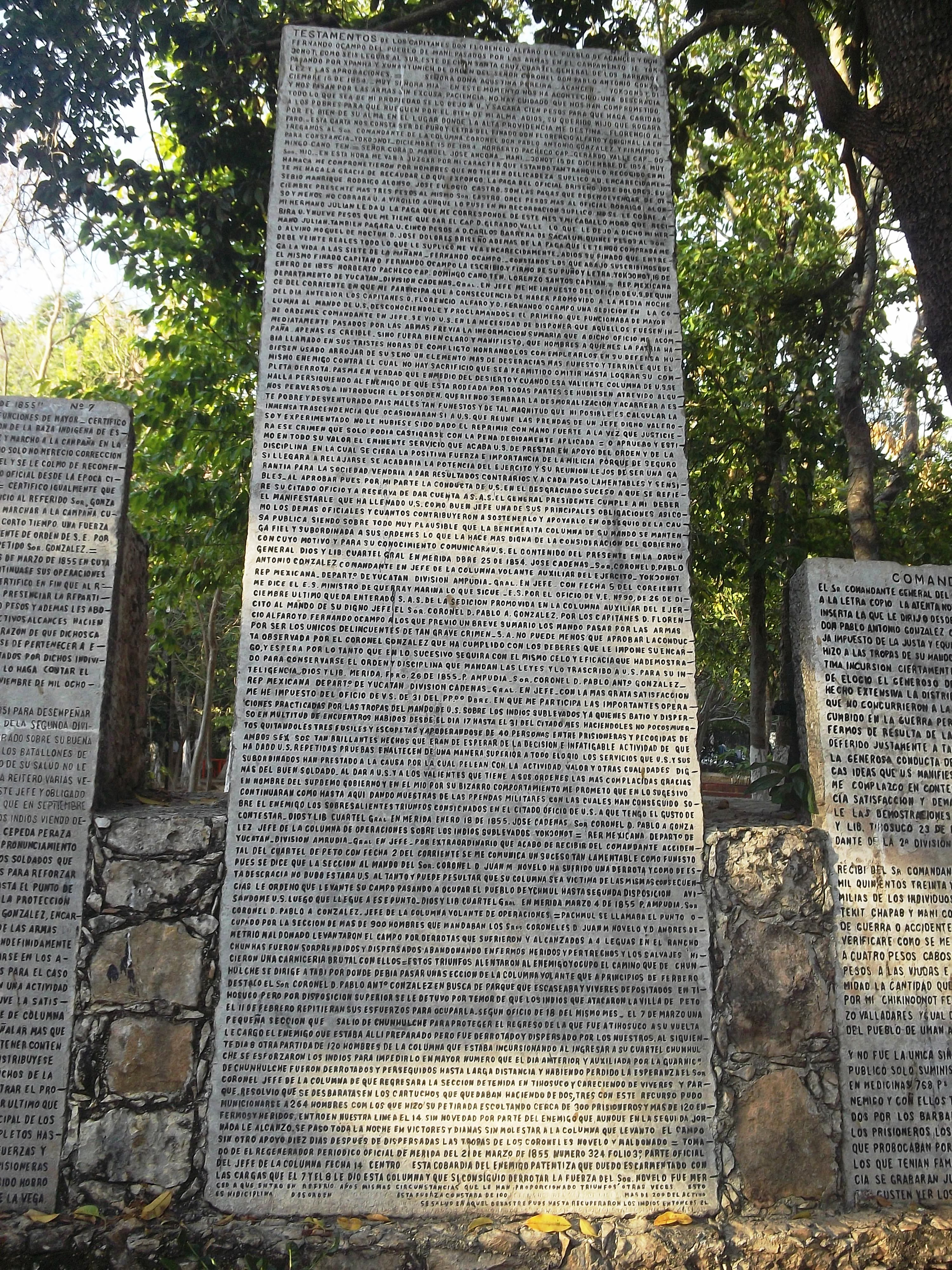
Detalle de piedra labrada en exhibición.
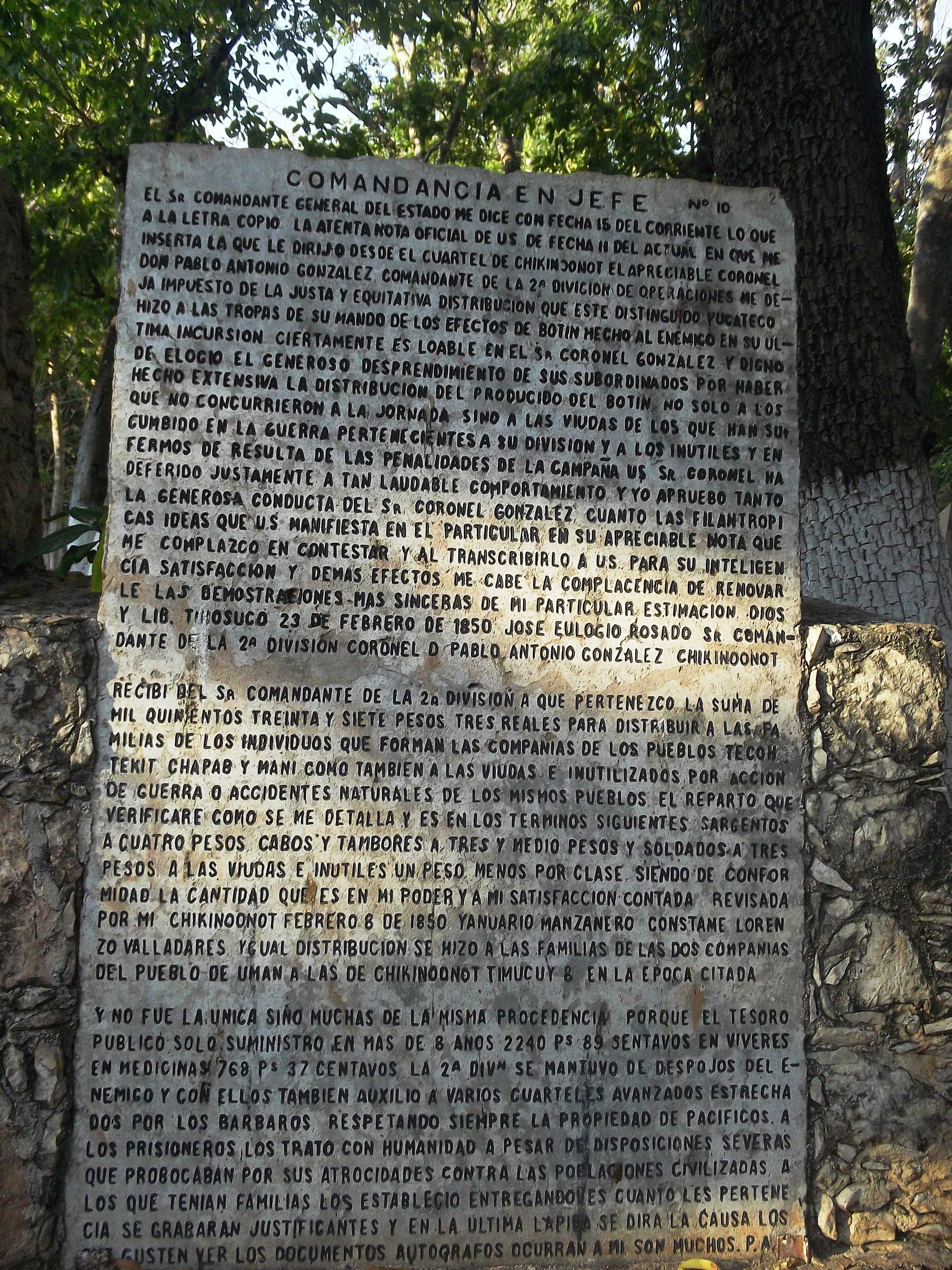
Detalle de piedra labrada en exhibición.